# Lucio Cornelio Pusión Annio Mesala
Lucio Cornelio Pusión Annio Mesala  fue un senador romano del siglo I, que desarrolló su carrera política, desde finales del imperio de Nerón y bajo la dinastía Flavia

## Origen y familia
De familia originaria de Gades (Cádiz, España), era hijo de Lucio Cornelio Pusión Annio Mesala, cónsul sufecto en un momento indeterminado de los años 72 o 73.

## Carrera
Su primer cargo conocido fue el de consul suffectus entre 13 de enero y el 28 de febrero de 90, sustituyendo al emperador Domiciano.
Paralelamente fue designado como uno de los miembros del importante colegio sacerdotal de los VII Viri Epulones y culminó su carrera como procónsul de la provincia romana de África entre 103 y 104.
Pusión aparece mencionado en Testamentum Dasumii, lo que supone que seguía vivo en el verano del año 108.